# Gonatocerus ovicenatus
Gonatocerus ovicenatus är en stekelart som beskrevs av Emery Clarence Leonard och Crosby 1915. Gonatocerus ovicenatus ingår i släktet Gonatocerus och familjen dvärgsteklar. Inga underarter finns listade i Catalogue of Life.